# Desa Ngampelrejo (administrativ by i Indonesien, lat -8,21, long 113,37)
Desa Ngampelrejo (indonesiska: Ngampelrejo) är en administrativ by i Indonesien.   Den ligger i provinsen Jawa Timur, i den västra delen av landet, 800 km öster om huvudstaden Jakarta.